# Хегендорф
Хегендорф (нем. Hägendorf) — коммуна в Швейцарии, в кантоне Золотурн. 
Входит в состав округа Ольтен. Население составляет 4438 человек (на 31 декабря 2007 года). Официальный код — 2579.

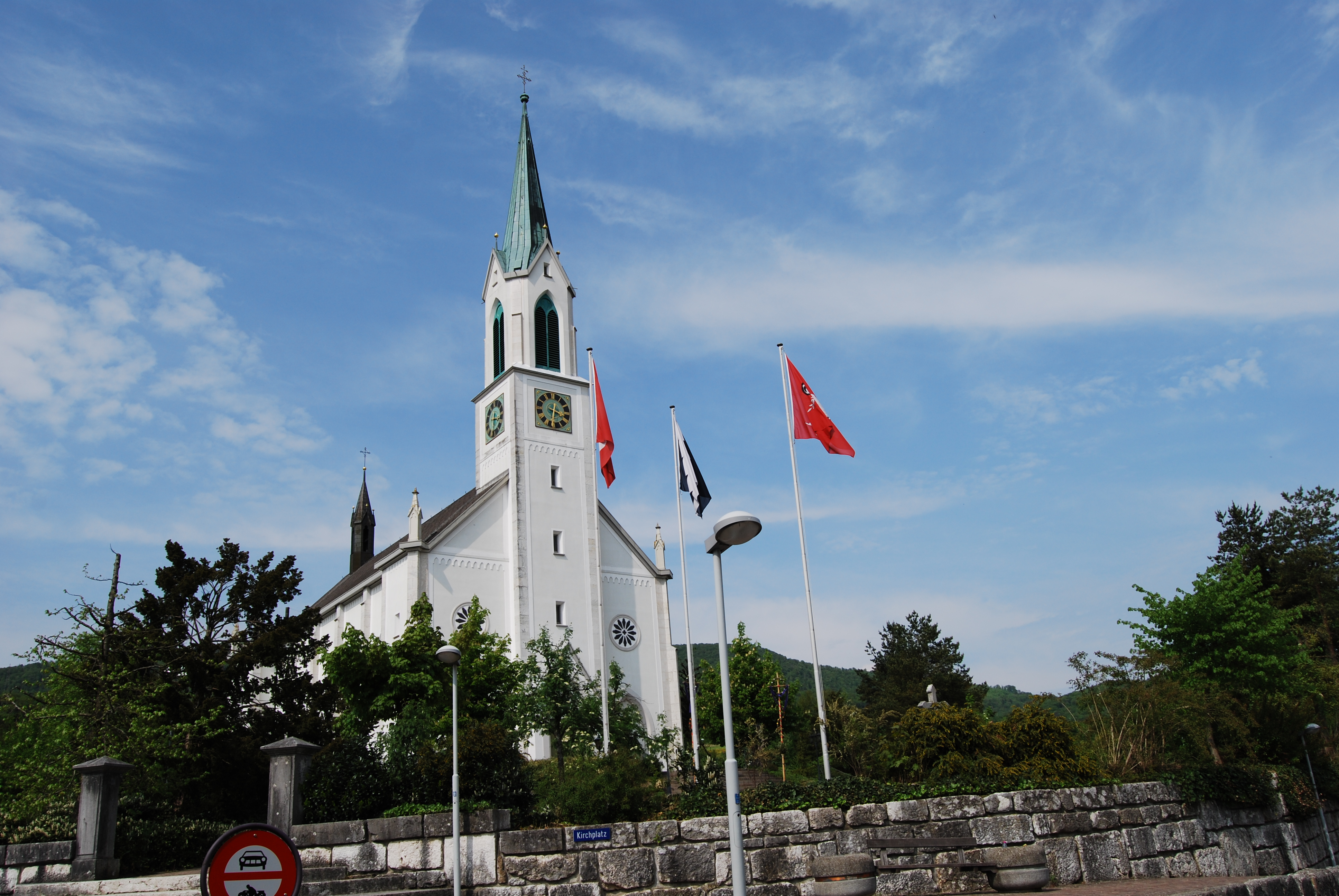
Хегендорф

## История
Территория вокруг Хегендорфа была заселена уже в эпоху неолита . Также обнаружены следы римского поселения. Племена германцев появились здесь в VII веке . Хегендорф впервые упоминается в 1036 году в документе графа Ульриха I Ленцбургского под названием Хагендорф . Позднее появились названия Хагенторф (1098), Хегиндорф (1102), Хегиндорф (1201) и Хегендорф (1226). Название местности, вероятно, происходит от древневерхненемецкого личного имени Хагано , означающего « деревня Хагано » .
В эпоху Средневековья Хегендорф входил в состав региона Бухсгау,  В 1463 году перешёл под единоличное управление Золотурна, где был приписан к фогтею Бехбурга. С 1798 года Хегендорф входил в состав административного округа Золотурн во времена Гельветической республики, а с 1803 года — в состав округа Ольтен.
Рост населения и бедность вынудили многих жителей эмигрировать в Америку в XIX веке. С
индустриализацией Ольтена ситуация улучшилась. С 1960-х годов Хегендорф значительно разросся, в первую очередь благодаря строительству автобана.

## География
Хегендорф расположен на высоте 434  м над уровнем моря , в 5 км к западу-юго-западу от административного центра округа Ольтен (по прямой). Деревня раскинулась на равнине у южного подножия Юрских гор, где ручей Холерсбах вытекает из ручья Тойфельшлухт (буквально «Тюфельшлухт ») и впадает в долину Дюннернталь, в так называемом регионе Бергой.
Муниципальная территория площадью 13,9 км² охватывает часть горного массива Золотурн-Юра и отличается большим разнообразием ландшафтов. Южная граница муниципалитета проходит преимущественно по руслу реки Дюннерн, образующему канал . От реки Дюннерн территория муниципалитета простирается на север через равнину к прилегающим склонам, которые имеют относительно пологий уклон в нижней части и в настоящее время в основном застроены.
Значительно большая северная часть коммуны расположена в богатом рельефом Юрском массиве , состоящем из нескольких горных хребтов, разделённых разломами . По этой территории протекает ручей Холерсбах , нижняя часть которого также образовала Дьявольское ущелье , и ручьём, берущим начало на южном склоне Бельхенфлю и протекающим через так называемый Бахрайн . Оба ручья впадают в Дюннерн.
Впечатляющие горные хребты, некоторые со скалистыми хребтами, простираются с юга на север: Бан ( 841  м над уровнем моря ; между Миттельландом и верхним Холерсбахом), Брендлирайн и Бюргеррайн , Аллерхайлигенберг (до 1062  м над уровнем моря ) и Хомберг ( 967  м над уровнем моря ), Гвидемфлюэ ( 1071  м над уровнем моря ), а на крайнем севере (граница с кантоном Базель Ланд) — Вальдхёэ Рухена ( 1123 м  над уровнем моря, самая высокая точка в Хегендорфе) и скалистая вершина Бельхенфлюэ ( 1097  м над уровнем моря ). В 1997 году 13 % муниципальной территории было использовано под застройки, 59 % — под леса и лесные массивы и 28 % — под сельское хозяйство.
Хегендорф включает в себя обширные жилые районы на нижних южных склонах Юры (Эггберг, Хайлигахер на западе и Фогельберг, а также Шпитценрюти к востоку от ущелья Тойфельсшлухт), деревню Гнёд ( 609  м над уровнем моря ) на террасе между Тойфельсшлухтом и Бахрайном, высокогорную клинику  Аллерхайлигенберг ( 880  м над уровнем моря ) (закрыта в 2010 году и используется как центр для беженцев) и несколько изолированных ферм.